# Caldara di Manziana
La Caldara di Manziana è un'area naturalistica all'interno del Parco naturale regionale di Bracciano-Martignano, nel comune di Manziana, in provincia di Roma.

## Storia
Il territorio di Manziana e di Canale Monterano era consacrato dagli Etruschi al dio dell'oltretomba Manth (in latino Mantus): da questo prendeva il nome la Silva Mantiana, grande area boscosa che dominava le colline a occidente del Lago di Bracciano, di cui il vicino Bosco Macchia Grande è l'unico settore che ancora si conserva. L'associazione tra il bosco e il dio degli Inferi Manth derivò probabilmente dall'aspetto tetro e impenetrabile della foresta e dalla presenza diffusa di polle di acqua sulfurea, anticamente considerate una emanazione del mondo sotterraneo.
Il 19 luglio 2006 la Commissione europea, con la decisione 2006/613/CE, ha adottato l'area della Caldara di Manziana come sito di importanza comunitaria per la regione biogeografica mediterranea con il codice IT6030009.
L'area, inizialmente protetta come Monumento naturale, è stata successivamente ricompresa nel Parco naturale regionale di Bracciano-Martignano.

## Territorio
La caldara è facilmente raggiungibile:
- in treno con la Ferrovia Roma-Capranica-Viterbo, facendo una facile escursione a piedi attraverso i sentieri del bosco Macchia Grande, che dista dalla stazione di Manziana-Canale Monterano circa 7 km;
- in auto seguendo la Strada Provinciale 2c che collega Manziana con La Stazione di Furbara sulla Via Aurelia: a circa 5 km da Manziana si giunge alla via della Caldara, si gira a sinistra e si prosegue per circa 500 metri lungo una strada sterrata, giungendo a un piccolo parcheggio dove è possibile lasciare l'auto.

La caldara occupa una depressione circolare, probabilmente un piccolo cratere (caldera, da cui il nome), testimonianza attuale della antica presenza del Vulcano Sabatino che 600.000 anni fa occupava tutta la fossa tettonica compresa fra i Monti della Tolfa e il Monte Soratte.
Nella caldara sono riconoscibili tre ambienti naturali distintivi:
- la palude di acque sulfuree;
- il boschetto di betulle;
- la torbiera.

### La polla gorgogliante

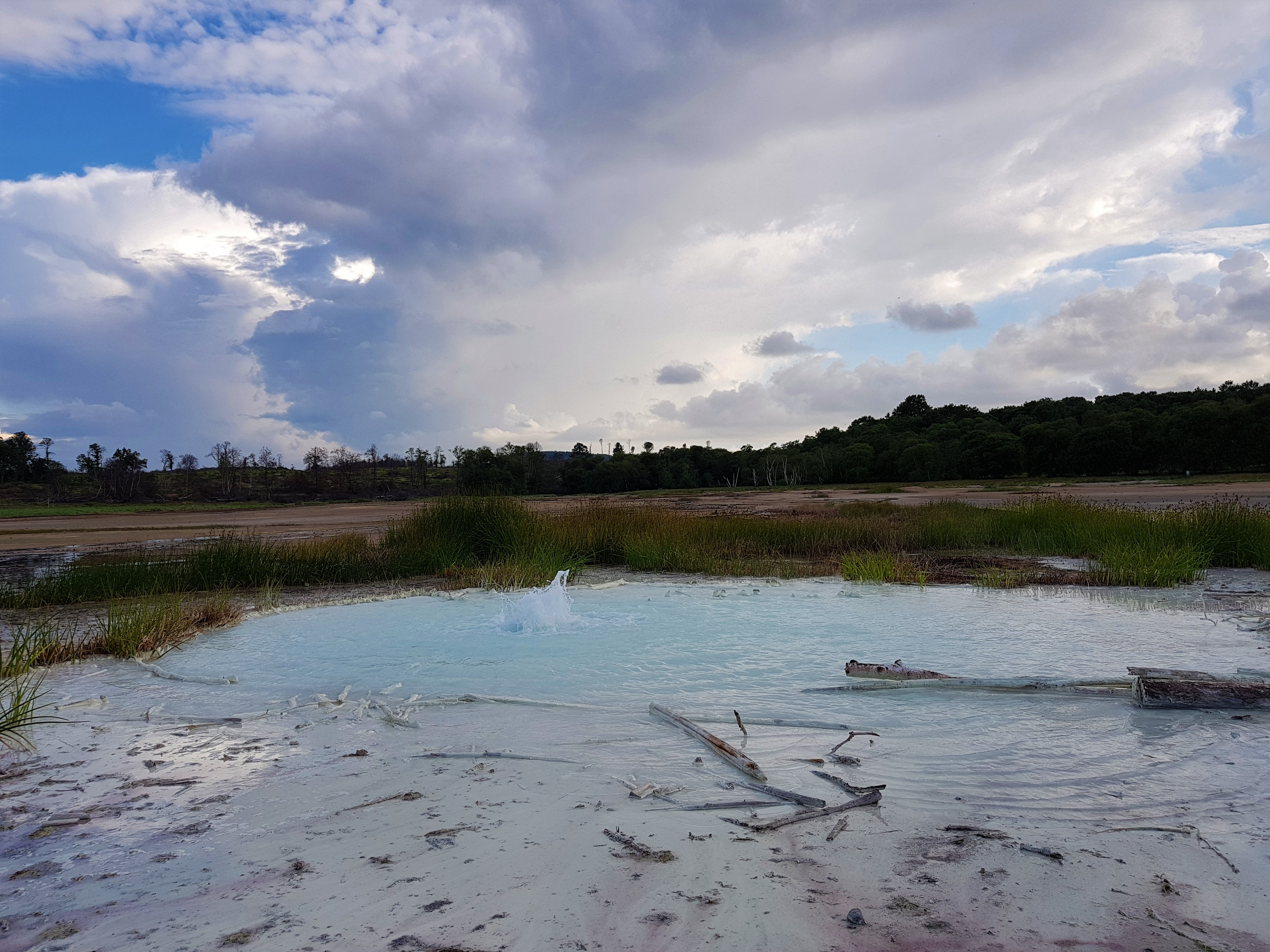
Veduta della polla.

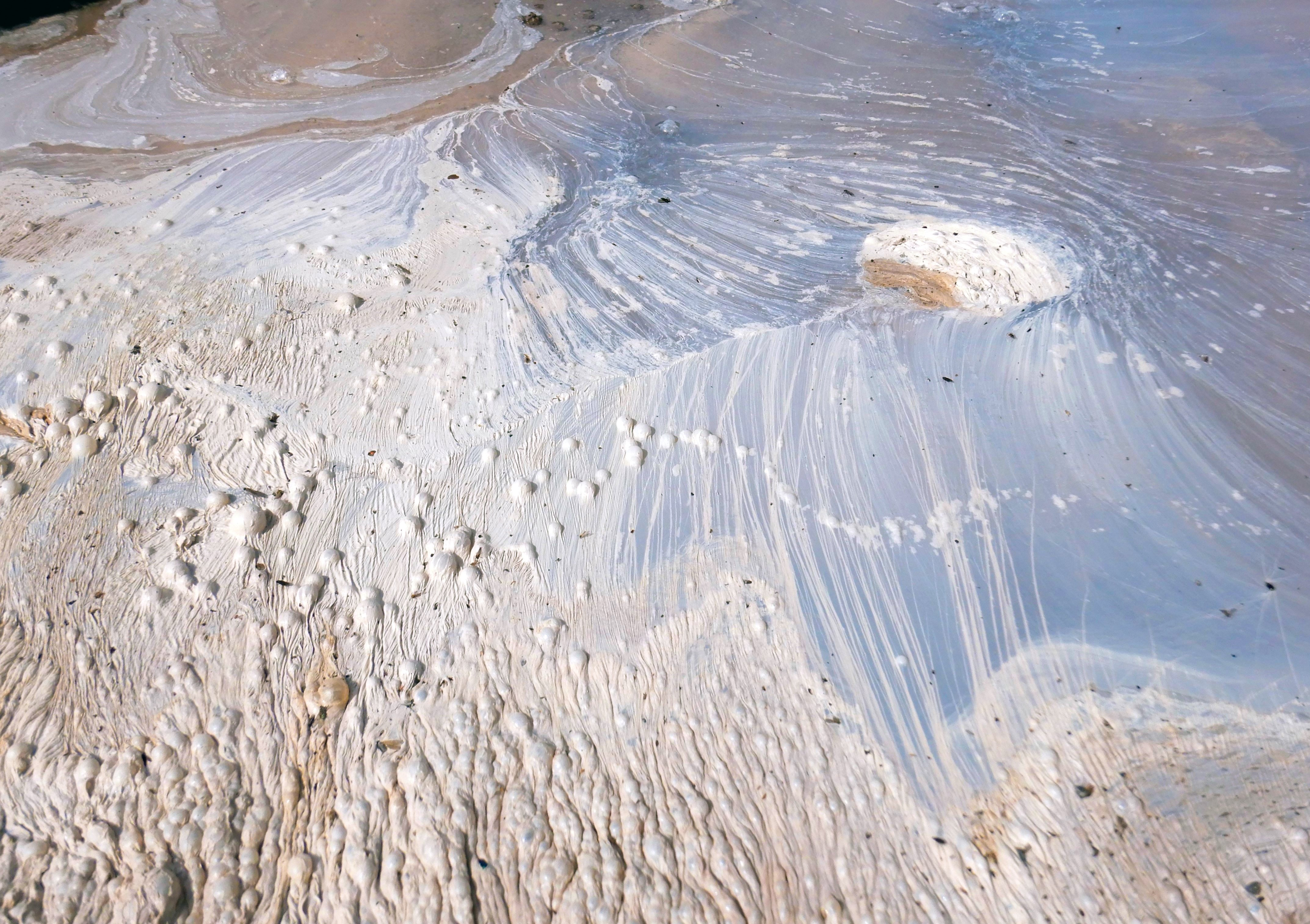
Bolle delle polle ricoperte da fanghi argillosi.

La zona centrale della caldara è occupata da una palude, nella quale l'acqua gorgoglia in varie polle a seguito di emissioni gassose, il cui componente principale è l'anidride carbonica. La palude è stata generata dal progressivo depositarsi sul fondo della conca di minerali argillosi, che formano uno spesso strato di colore tra il bianco e il giallo e che, essendo impermeabili, trattengono l'acqua piovana o proveniente dai ruscelli circostanti.
Il fenomeno delle polle gorgoglianti è un classico esempio di vulcanismo secondario, associato a risalita di convogli gassosi verso la superficie e interazione con acqua superficiale. Nel caso specifico di Manziana, questi convogli gassosi generalmente risalgono da profondità di migliaia di metri (> 2.000 m.), sono costituiti per il 98-99 % di anidride carbonica e per il restante da acido solfidrico, metano e componenti minori. L'anidride carbonica ha la sua origine nelle rocce carbonatiche presenti alle profondità prima indicate e che, sottoposte a elevate temperature (>200 °C), sono oggetto di reazioni di decarbonatazione. L'acido solfidrico ha un'origine simile, molto probabilmente associata alla riduzione di rocce solfatiche (anidridi) in presenza di anidride carbonica. L'acido solfidrico, quando arriva in superficie, si ossida liberando ioni H+ e ossidi di zolfo, responsabili del tipico odore che caratterizza la Caldara di Manziana e molte località termali limitrofe.

### Il boschetto di betulle
La vegetazione della Caldara è principalmente costituita da macchia mediterranea e da querceti decidui. Tuttavia nella parte più esterna del bordo del cratere, su un terreno argilloso, è presente un boschetto di betulle bianche (Betula pendula). La presenza di questa specie, tipica dei territori nordici con clima freddo, risulta assai particolare a queste latitudini e a soli 250 m. di altitudine.
Sull'origine di questo boschetto ci sono almeno due ipotesi. La prima è che le condizioni locali della caldara con il suo acquitrino hanno creato un micro-clima favorevole alla sopravvivenza della betulla, residuo di un periodo post-glaciazione. Una seconda ipotesi è che il boschetto sia di origine artificiale, piantato nella zona nei secoli scorsi e sopravvissuto grazie alle condizioni climatiche locali.

### La torbiera

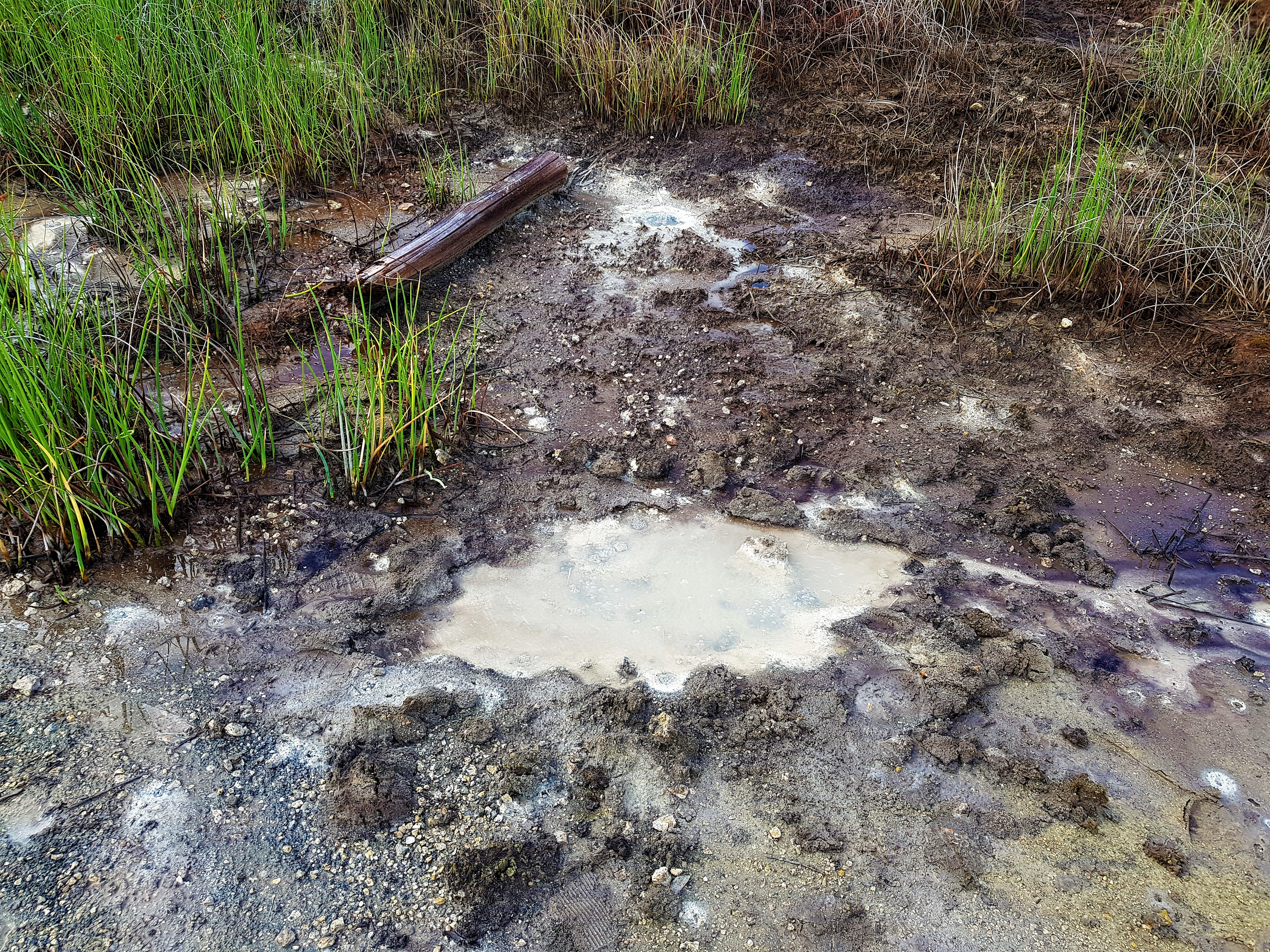
Torbiera.

La caldara, con la sua conformazione, costituisce un ambiente ideale per la formazione della torba. La conca centrale tende a raccogliere l'acqua piovana, trattenuta a causa dei fanghi impermeabili che si trovano sul fondo. In questo ambiente, la vegetazione che cresce sul terreno (tipicamente Graminacee e Cyperaceae) progressivamente si decompone accumulandosi sul terreno, mentre sopra ne cresce di nuova. Il basso spessore dell'acqua e un ambiente privo di ossigeno inibiscono i batteri e favoriscono dei processi chimici, che provocano un progressivo arricchimento di carbonio nel materiale vegetale sepolto, dando così origine alla torba.